# Montvalent
Montvalent är en kommun i departementet Lot i regionen Occitanien i södra Frankrike. Kommunen ligger i kantonen Martel som tillhör arrondissementet Gourdon. År 2022 hade Montvalent 309 invånare.

## Befolkningsutveckling
Antalet invånare i kommunen Montvalent
| Referens: INSEE |